# Барретт, Эдвард
Эдвард Эдмонд Барретт (англ. Edward Edmond Barrett; 3 ноября 1880, Рахела, Ирландия — ?) — британский борец, легкоатлет и перетягиватель каната, чемпион и бронзовый призёр летних Олимпийских игр 1908.
В борьбе на Играх 1908 в Лондоне Барретт соревновался в греко-римской борьбе (свыше 93,0 кг), и в вольной борьбе (свыше 73,0 кг). В первом турнире он дошёл до четвертьфинала, а в другом смог занять третье место и выиграть бронзовую медаль. Также, Барретт участвовал в перетягивании каната. Его команда выиграла полуфинал и финал и заняла первое место. Кроме этого, он соревновался в метании диска, копья вольным стилем и толкании ядра. Лучшим его результат был в последней дисциплине, где он занял пятое место, а в остальных состязаниях его показания и точные позиции неизвестны.
На Олимпийских играх 1912 в Стокгольме Барретт соревновался в весе свыше 82,5 кг, однако он выбыл после третьего раунда.